# Ràtio de garantia o solvència
La Ràtio de Garantia o Solvència és una ràtio que mesura la solvència total de l'empresa, a partir de les dades del Balanç, expressant la relació entre l'actiu total respecte el total exigible. Indica la seguretat que presenta l'empresa per fer front als deutes i obligacions contretes per la mateixa amb els deutors i tercers en general a l'hora de poder cobrar els crèdits. Determina la situació amb relació a un possible estat d'insolvència definitiva o fallida.

## Càlcul i interpretació
Es calcula relacionant en el numerador l'actiu total de l'empresa, respecte el total exigible, representat en el denominador pel Passiu no Corrent i el Passiu Corrent.
S'enten:
- Passiu no Corrent els deutes amb un venciment superior a l’any. Per exemple: deutes amb proveïdors d’immobilitzat a llarg termini, préstecs rebuts amb un termini de devolució superior a l’any.[5]
- Passiu Corrent els deutes deutes amb un venciment inferior a l’any. Per exemple: deutes amb proveïdors d’immobilitzat a curt termini, préstecs rebuts amb un termini inferior a l’any, deutes amb proveïdors d’existències, subministraments i serveis amb un venciment inferior a l’any, deutes amb la Seguretat Social i amb la Hisenda pública.[5]

Indica la capacitat que tenen el total d'actius de l'empresa per fer front als compromisos de pagament tant en el curt com en el llarg termini.
Tot i que depèn de l'activitat, en general es consideren adequats per aquest indicador valors entre 1,5 i 2,5. Si el ràtio presenta un valor més gran que 1 es pot dir que l'empresa és solvent. Si el ràtio presenta un valor més gran que 2 es diu que l'empresa presenta una molt bona posició de solvència.
Es fa servir per alertar la proximitat a una possible situació de fallida. Un valor menor a 1 voldria dir que tot i desmantellant l'empresa i desprenent-se de tot l'actiu no s'obtindrien fons suficients per fer front als deutes i obligacions, fet pel qual l'empresa es trobaria en fallida tècnica. Aquest ràtio facilita un indicador sobre la capacitat d'expansió de l'empresa i representa un índex de seguretat pels creditors. Quan més gran és el valor, més gran la capacitat d'expansió i més elevat índex de seguretat, degut a una capacitat de finançament poc utilitzada, pel volum de recursos superior al volum de deutes i obligacions que cal atendre.
Per millorar el ràtio de solvència caldrà incrementar el valor del patrimoni net o reduir el valor del passiu exigible. Es pot ampliar capital, amb entrada de nous socis o accionistes, d'aquesta forma s'incrementa el patrimoni de la societat.